# Hofanlage Georgstraße 4 (Nesse)
Die Hofanlage Georgstraße 4 in der niedersächsischen Gemeinde Loxstedt, Ortsteil Nesse, im Landkreis Cuxhaven, stammt vom Ende des 19. Jahrhunderts. Aktuell (2024) wird sie wohl landwirtschaftlich oder gewerblich genutzt.
Die Gebäude stehen unter Denkmalschutz (siehe auch Liste der Baudenkmale in Loxstedt).

## Beschreibung
Die baumbestandene Hofanlage besteht aus:
- dem eingeschossigen großen giebelständigen Wohn- und Wirtschaftsgebäude von um 1880 mit der Grundrissorganisation eines Vierständer-Hallenhauses und entsprechender vierfachiger Diele, mit massiven Backsteinaußenwänden, schiefergedecktem Satteldach, Grooter Door mit Korbbogen sowie rundbogigen Fenstern,[2]
- der giebelständigen Remise als Backsteinbau von 1910 nach Plänen von Richard Wohlers, mit schiefergedecktem Krüppelwalmdach und Uhlenloch sowie mit einem zweigeschossigen Mittelteil mit je zwei rundbogigen Toren und Ladeluken mit Ladebäumen; genutzt auch als Schweinestall, Speicher und Backhaus.[3]

Das Landesdenkmalamt befand u. a.: „… geschichtlichen und städtebaulichen Bedeutung wegen des ortsgeschichtlichen, gebäudetypischen, straßen- und ortsbildprägenden Zeugniswerts ….“